# Alf Schofield
Alfred John Schofield (ur. 1873, zm. ?) – angielski piłkarz, który występował na pozycji napastnika.
W latach 1895–1900 był piłkarzem Evertonu, dla którego rozegrał 13 meczów i zdobył 2 bramki. W sierpniu 1900 przeszedł do Newton Heath. Ostatni mecz zagrał 25 grudnia 1906, sześć dni przed debiutem nowych piłkarzy Manchesteru United – Billy'ego Mereditha, Herberta Burgessa, Sandy'ego Turnbulla i Jimmy'ego Bannistera.